# Amesti (Californie)
Amesti est une census-designated place du comté de Santa Cruz, dans l'État de Californie, aux États-Unis,. En 2020, elle compte une population de 2 637 habitants.